# Patrick Van Kets
Patrick Van Kets est un footballeur belge né le 12 décembre 1966 à Duffel et mort le 26 septembre 2022. Il était attaquant.
Il évolue en France de 1993 à 2000, notamment au MUC 72 et à Niort.

## Biographie
Il commence sa carrière à Malines, puis il s'engage pour Saint-Trond. Il débarque en France lors de la saison 1993-1994, alors qu'il a déjà 27 ans. Il est recruté comme joker au Mans, alors entraîné par Thierry Froger, et qui joue alors le maintien en 2e division. Le Mans obtient son maintien à la dernière journée lors d'un déplacement à Rennes. Van Kets reste alors au Mans et termine deux fois à la deuxième place du classement des buteurs de ligue 2 derrière Tony Cascarino en 1995 et 1996.
En trois années pleines, où il marque 13 puis deux fois 17 buts avec l'équipe mancelle, il réalise une dernière saison moyenne avec seulement 6 buts au compteur et s'engage pour la saison 1997-1998 avec les Chamois Niortais. Ces derniers viennent de terminer 5e et espèrent monter en 1re division. C'est cependant une déception pour tout l'effectif puisque l'exercice se termine avec une 10e place pour les chamois.
Il termine sa carrière en vaquant entre le Gazélec Ajaccio, le Racing Paris, puis le Red Star. À Ajaccio lors de la saison 1998-1999, il réussit à donner une impulsion pour remonter le club du National en D2, formant une paire détonante avec Mickaël Pagis. Toutefois, le club ne montera jamais pour des raisons administratives. Il est retourné en Corse et est l'entraîneur du club de Porto-Vecchio.  il est assistant-entraîneur au Standard Liège de 2012 à sa mort.

## Carrière
- 1976-1989 : RC Malines ( Belgique)
- 1989-1992 : K Saint-Trond VV ( Belgique)
- 1992-1993 : K Beerschot VAC ( Belgique)
- 1993-1997 : Le Mans UC ( France)
- 1997-1998 : Chamois niortais FC ( France)
- 1998-1999 : Gazélec Ajaccio ( France)
- 1999-2000 : RC Paris ( France)
- 2000-2001 : Red Star ( France)
- 2001-2002 : US Albi ( France)[2]